# هيندرسونفيل
هيندرسونفيل (بالإنجليزية: Hendersonville, Tennessee)‏ هي مدينة تقع بولاية تينيسي في وسط شرق الولايات المتحدة. تأسست عام 1784، تبلغ مساحة هذه المدينة 85.2 (كم²)، وترتفع عن سطح البحر 147 م، بلغ عدد سكانها 52349 نسمة في عام 2010 حسب إحصاء مكتب تعداد الولايات المتحدة وتصل الكثافة السكانية فيها 573.9 نسمة/كم2.

## التركيبة السكانية
حدّد مكتب تعداد الولايات المتحدة بيانات التركيبة السكانية لهيندرسونفيل في تعداد الولايات المتحدة. في ما يلي، التركيبة السكانية حسب تعدادي 2000 و2010.

### تعداد عام 2000
بلغ عدد سكان هيندرسونفيل 40,620 نسمة بحسب تعداد عام 2000، وبلغ عدد الأسر 15,823 أسرة وعدد العائلات 11,572 عائلة مقيمة في المدينة. في حين سجلت الكثافة السكانية 424.5 نسمة لكل كيلومتر مربع (1,099.4/ميل2). وبلغ عدد الوحدات السكنية 16,507 وحدة بمتوسط كثافة قدره 172.5 لكل كيلومتر مربع (446.8/ميل2).
وتوزع التركيب العرقي للمدينة بنسبة 92.93% من البيض و4.12% من الأمريكيين الأفارقة و0.27% من الأمريكيين الأصليين و1.10% من الأمريكيين ذوي الأصول الآسيوية و0.03% من سكان جزر المحيط الهادئ و0.65% من الأعراق الأخرى و0.90% من عرقين مختلطين أو أكثر و1.71% من الهسبانيون أو اللاتينيون من أي عرق.
بلغ عدد الأسر 15,823 أسرة كانت نسبة 38.2% منها لديها أطفال تحت سن الثامنة عشر تعيش معهم، وبلغت نسبة الأزواج القاطنين مع بعضهم البعض 59.3% من أصل المجموع الكلي للأسر، ونسبة 10.7% من الأسر كان لديها معيلات من الإناث دون وجود شريك،  بينما كانت نسبة 3.1% من الأسر لديها معيلون من الذكور دون وجود شريكة وكانت نسبة 26.9% من غير العائلات. تألفت نسبة 22.3% من أصل جميع الأسر من عدة أفراد يعيشون في نفس المنزل ونسبة 6.5% كانت تتألف من شخص يعيش بمفرده يبلغ من العمر 65 عاماً أو أكثر. وبلغ متوسط حجم الأسرة المعيشية 2.55، أما متوسط حجم العائلات فبلغ 3.00.
بلغ العمر الوسطي للسكان 36.2 عاماً. وكانت نسبة 25.8% من القاطنين تحت سن الثامنة عشر، وكانت نسبة 7.8% بين الثامنة عشر والرابعة والعشرين عاماً، ونسبة 31.4% كانت واقعةً في الفئة العمرية ما بين الخامسة والعشرين والرابعة والأربعين عاماً، ونسبة 24.7% كانت ما بين الخامسة والأربعين والرابعة والستين، ونسبة 9.7% كانت ضمن فئة الخامسة والستين عاماً فما فوق. يوجد لكل 100 أنثى 95.5 ذكر، ويوجد لكل 100 أنثى في الثامنة عشر من عمرها فما فوق 90.9 ذكر.
بلغ متوسط دخل الأسرة في المدينة 50,108 دولارًا، أما متوسط دخل العائلة فبلغ 57,625 دولارًا. وكان متوسط دخل الذكور 40,823 دولارًا مقابل 27,771 دولارًا للإناث. وسجل دخل الفرد الخاص بالمدينة 24,165 دولارًا. وكانت نسبة 5.2% من العائلات ونسبة 6.2% من السكان تحت خط الفقر، وكان من هؤلاء نسبة 8.4% تحت سن الثامنة عشر ونسبة 7.7% في الخامسة والستين من العمر وما فوق.

### تعداد عام 2010
بلغ عدد سكان هيندرسونفيل 51,372 نسمة بحسب تعداد عام 2010، وبلغ عدد الأسر 20,111 أسرة وعدد العائلات 14,239 عائلة مقيمة في المدينة. في حين سجلت الكثافة السكانية 536.8 نسمة لكل كيلومتر مربع (1,390.3/ميل2). وبلغ عدد الوحدات السكنية 21,543 وحدة بمتوسط كثافة قدره 225.1 لكل كيلومتر مربع (583.0/ميل2).
وتوزع التركيب العرقي للمدينة بنسبة 88.64% من البيض و6.28% من الأمريكيين الأفارقة و0.33% من الأمريكيين الأصليين و1.58% من الأمريكيين ذوي الأصول الآسيوية و0.07% من سكان جزر المحيط الهادئ و1.21% من الأعراق الأخرى و1.89% من عرقين مختلطين أو أكثر و3.62% من الهسبانيون أو اللاتينيون من أي عرق.
بلغ عدد الأسر 20,111 أسرة كانت نسبة 36.5% منها لديها أطفال تحت سن الثامنة عشر تعيش معهم، وبلغت نسبة الأزواج القاطنين مع بعضهم البعض 55.7% من أصل المجموع الكلي للأسر، ونسبة 11.2% من الأسر كان لديها معيلات من الإناث دون وجود شريك،  بينما كانت نسبة 3.9% من الأسر لديها معيلون من الذكور دون وجود شريكة وكانت نسبة 29.2% من غير العائلات. تألفت نسبة 24.4% من أصل جميع الأسر من عدة أفراد يعيشون في نفس المنزل ونسبة 8.8% كانت تتألف من شخص يعيش بمفرده يبلغ من العمر 65 عاماً أو أكثر. وبلغ متوسط حجم الأسرة المعيشية 2.55، أما متوسط حجم العائلات فبلغ 3.04.
بلغ العمر الوسطي للسكان 38.5 عاماً. وكانت نسبة 25.8% من القاطنين تحت سن الثامنة عشر، وكانت نسبة 7.3% بين الثامنة عشر والرابعة والعشرين عاماً، ونسبة 27.2% كانت واقعةً في الفئة العمرية ما بين الخامسة والعشرين والرابعة والأربعين عاماً، ونسبة 26.9% كانت ما بين الخامسة والأربعين والرابعة والستين، ونسبة 12.8% كانت ضمن فئة الخامسة والستين عاماً فما فوق. وتوزع التركيب الجنسي للسكان بنسبة 48.3% ذكور و51.7% إناث.

## أعلام
- غولدن تيت
- باري بيكيت
- جان شيبرد
- كارل هينكلي
- جون جنكينز
- ستيفن زيمرمان
- كاليب باتيرسون سيويل
- فلويد روبنسون
- دانييل سميث
- تشارلي ووكر

## وصلات خارجية
- http://www.hvilletn.org
- The US50 - Cities and Towns in Tennessee State